# Bolitoglossa cuna
Espèce
Statut de conservation UICN

 DD  : Données insuffisantes
Bolitoglossa cuna est une espèce d'urodèles de la famille des Plethodontidae.

## Répartition
Cette espèce est endémique de la comarque Kuna Yala au Panama. Elle est présente du niveau de la mer jusqu'à 50 m d'altitude sur le versant caraïbe de la cordillère de San Blas.

## Description
La femelle holotype mesure 55,7 mm.

## Publication originale
- Wake, Brame & Duellman, 1973 : New species of salamanders, genus Bolitoglossa, from Panama. Contributions in Science. Natural History Museum of Los Angeles County, no 248, p. 1-19 (texte intégral).